# Park Narodowy Wirunga

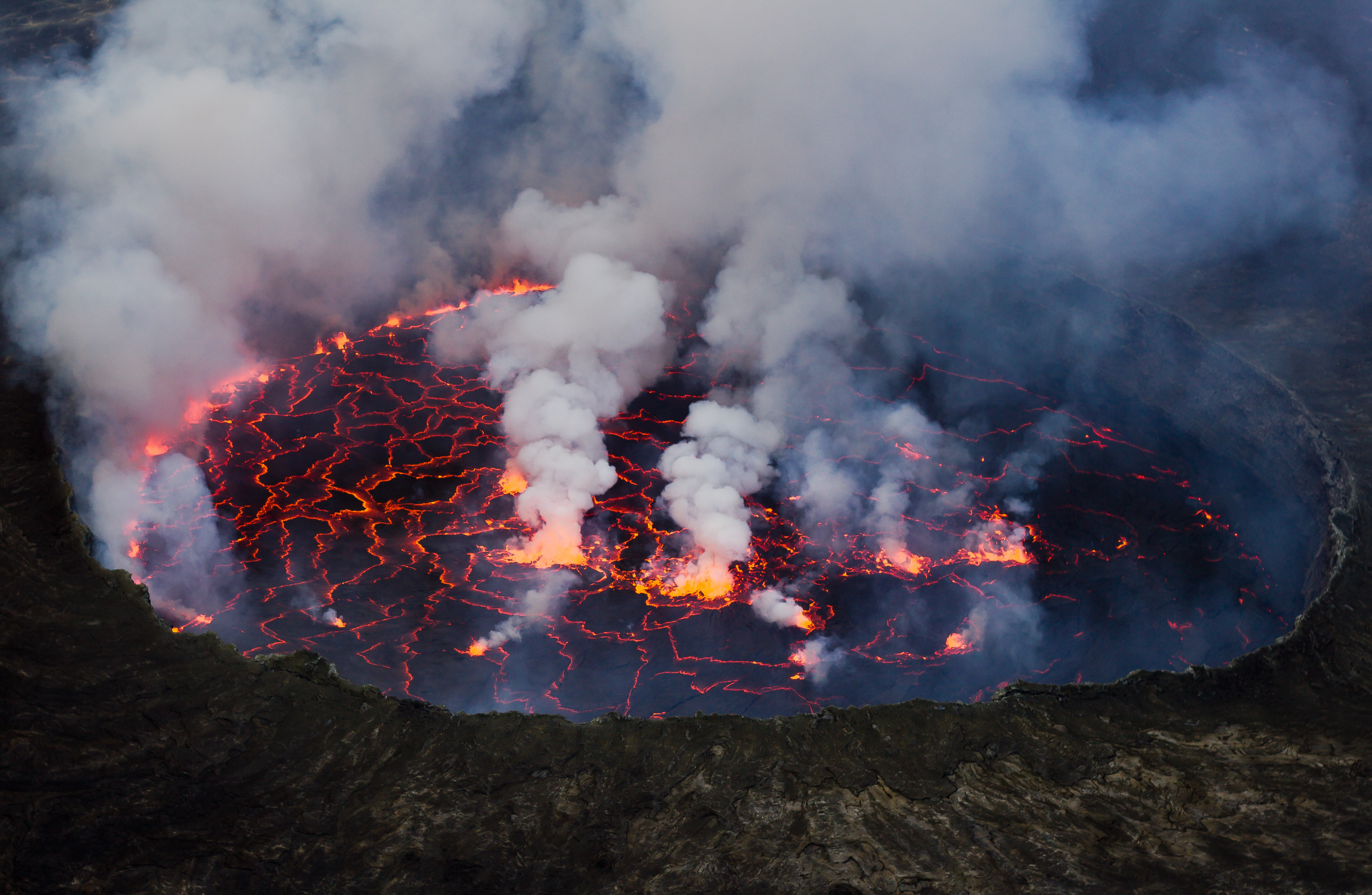
Nyiragongo

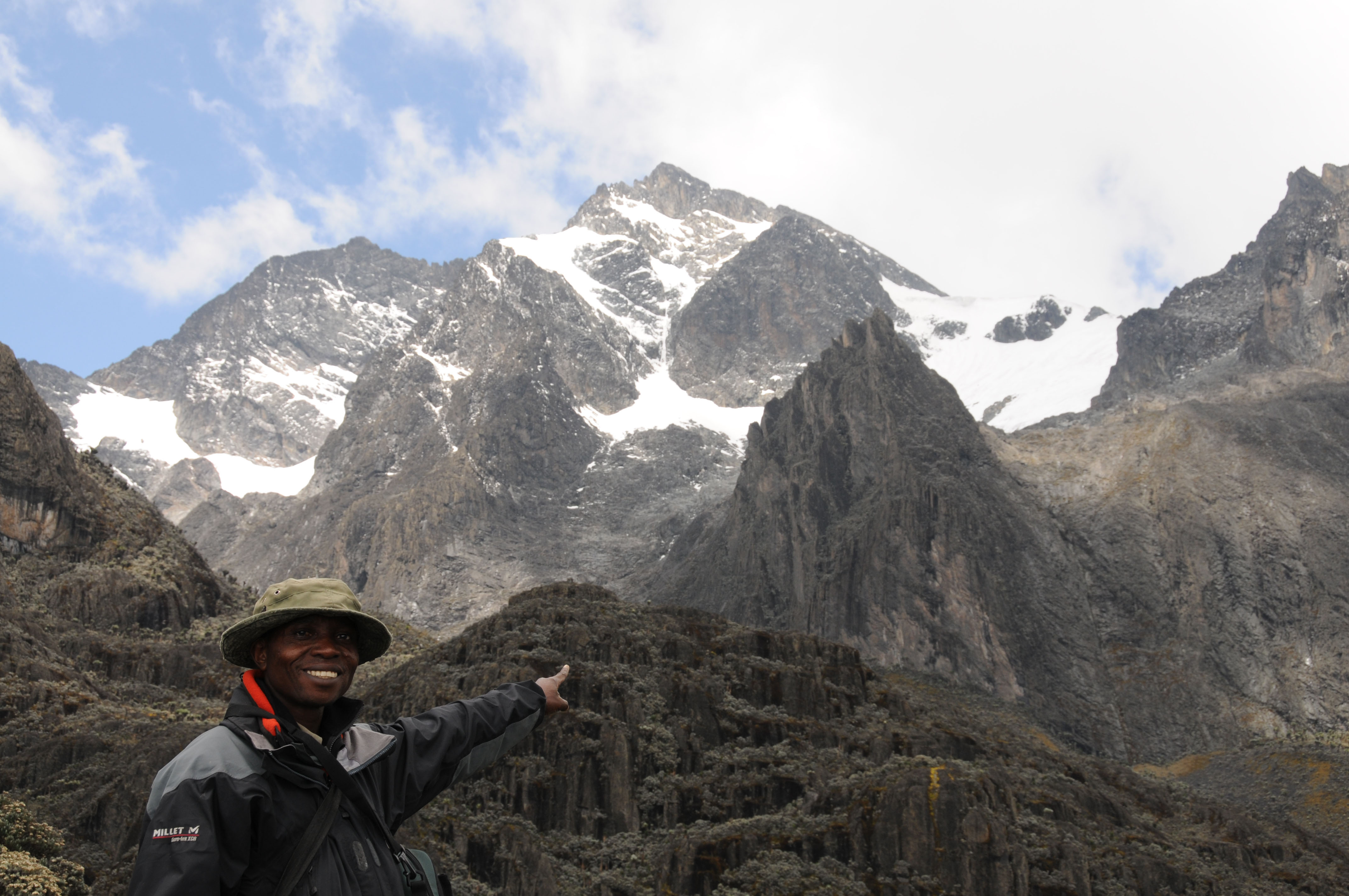
Ruwenzori

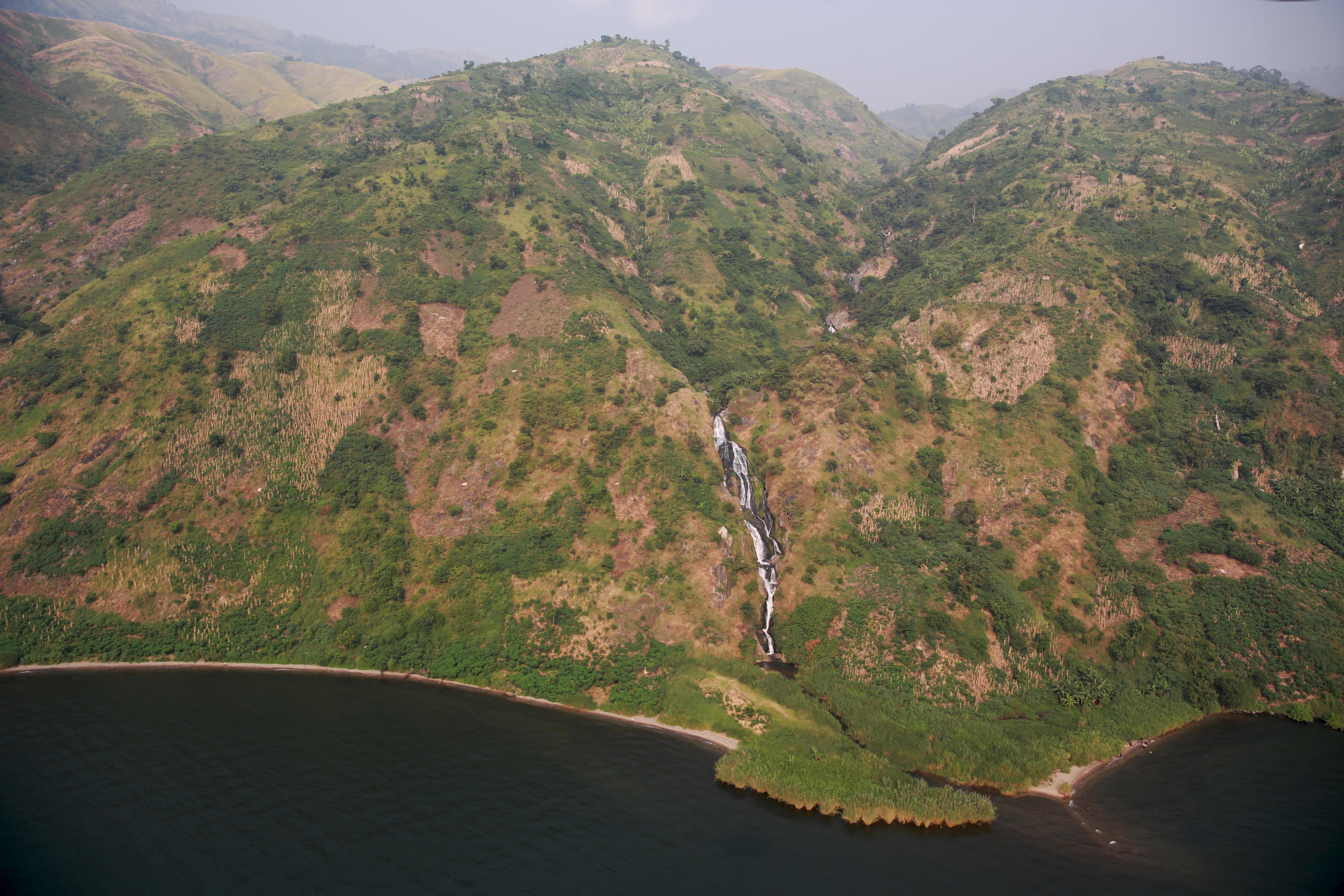
Brzegi Jeziora Edwarda

Park Narodowy Wirunga (fr. Parc Nacional des Virunga) dawniej Park Narodowy Alberta (fr. Parc Albert) – park narodowy w północno-wschodniej części Demokratycznej Republiki Konga, założony w 1925 roku – pierwszy park narodowy na terenie Afryki.
W roku 1979 park został wpisany jako jeden z pierwszych obiektów na listę światowego dziedzictwa UNESCO, a od 1994 roku znajduje się na liście światowego dziedzictwa w zagrożeniu.

## Położenie
Park znajduje się w północno-wschodniej części Demokratycznej Republiki Konga , w prowincji Kiwu Północne. Zajmuje powierzchnię 7800 km² . Obejmuje ochroną tereny wulkanicznego pasma gór Wirunga między jeziorami Kiwu i Edwarda z licznymi wulkanami drzemiącymi (np. Mikeno, Karisimbi, Bisoke i Sabyinyo) i aktywnymi Nyiragongo i Nyamuragira oraz pasmo Ruwenzori na północnym wschodzie . Park przylega do Parku Narodowego Wulkanów w Rwandzie i Parku Narodowego Rwenzori w Ugandzie . 

## Historia

### Park Narodowy Alberta
Region jeziora Kiwu został odkryty przez Europejczyków na początku lat 60. XIX w.  W 1902 roku ekspedycja Friedricha Roberta von Beringe (1865–1940) przywiozła do Muzeum Zoologicznego w Berlinie okaz nieznanego wówczas goryla Gorilla gorilla, upolowanego w regionie . W wyniku późniejszych badań okaz ten został opisany jako nowy podgatunek i nazwany na cześć von Beringe Gorilla gorilla beringei. W wyniku tego odkrycia region stał się popularny wśród podróżników i badaczy, którzy zaczęli polować na goryle . 
W 1920 roku szwedzki książę Wilhelm Bernadotte (1884–1965) zorganizował kolejną ekspedycję i zaczął lobbować władze belgijskie, by region Kiwu objąć ochroną . W tym samym roku w regionie działała amerykańska wyprawa pod kierownictwem taksydermisty Carla Akeleya (1864–1926), której celem było dostarczenie grupy goryli na wystawę edukacyjną . Wyprawa Akeleya stwierdziła rzadkie występowanie goryli i ryzyko ich wyginięcia . Belgijskie Ministerstwo ds. Kolonii znalazło się pod presją środowiska naukowego i opinii publicznej . Wobec presji, a także stale rosnącego popytu na licencje na polowania, mnisterstwo wprowadziło pierwsze działania na rzecz ochrony regionu . Utworzono dwa rezerwaty: Rezerwat Alberta, który objął tereny pomiędzy rzeką Rutshuru a południowym krańcem Jeziora Edwarda oraz drugi na terenach na północny wschód od jeziora Kiwu, między wulkanem Sabyinyo a misją katalicką Tongres Sainte Marie .
W ochronę goryli i regionu Wirunga zaangażował się król Belgów Albert I Koburg (1875–1934), który 21 kwietnia 1925 roku wydał dekret o utworzeniu parku narodowego  – pierwszego tego typu obszaru chronionego na terenie Afryki . Park został nazwany cześć króla Parkiem Narodowym Alberta (fr. Parc Albert) . 
Park początkowo ochroną obejmował trzy góry masywu Wirunga . Jego powierzchnia wynosiła 200 km² . Polowanie na goryle i inne gatunki było całkowicie zabronione, z wyjątkiem przypadków samoobrony . Granice parku zostały wytyczone bez wzięcia pod uwagę warunków geograficznych czy ekonomicznych . Generalny gubernator kolonii uznał granice parku w dekrecie z 10 lipca 1925 roku . 
Z czasem powierzchnia parku została powiększona o tereny równinne na północnym wschodzie, Jezioro Edwarda i Ruwenzori identyfikowane z Górami Księżycowymi z mapy Ptolemeusza z II w. n.e. 
W 1928 roku belgijskie ministerstwo ds. kolonii sfinansowało dwie wyprawy badawcze celem zebrania danych topograficznych, botanicznych i zoologicznych, by lepiej wytyczyć granice parku . Wyprawami pokierowali badacze amerykańscy – ornitolog James Chapin (1889–1964) i Carl Akeley . Na podstawie zebranych informacji 9 lipca 1929 roku władze belgijskie ustanowiły autonomiczna instytucję Park Narodowy Alberta, powiększając zarazem obszar parku do 1900 km² .
Na początku lat 30. XX wieku powierzchnia parku rozrosła się do 8580 km², obejmując ochroną sawanny, mokradła, lasy, a także wulkany z unikalną roślinnością afro-alpejską .
W 1934 roku utworzono Instytut ds. Parków Narodowych Konga Belgijskiego (fr. Institut des Parcs Nationaux du Congo Belge, IPNCB), któremu powierzono zarządzenie parkiem . W tym samym roku zmniejszono granice parku, by uniknąć konfliktów o ziemie z miejscową ludnością . Park miał charakter ścisłego rezerwatu, do którego wstęp mieli jedynie naukowcy po uzyskaniu pozwolenia na prowadzenie badań w terenie . Lokalna ludność z grup Banyarwanda, Nande i Hema była wysiedlana, a na terenie parku pozostawiono jedynie z pigmejów Batwa, którzy byli przedmiotem zaintersowania badaczy . 
W 1935 roku powierzchnię parku powiększono do 4700 km² .

### Park Narodowy Wirunga
W 1969 roku nazwa parku została zmieniona na Park Narodowy Wirunga (fr. Parc Nacional des Virunga) w ramach „afrykanizacji” prowadzonej przez prezydenta Mobutu Sese Seko (1930–1997)  po uzyskaniu przez Kongo niepodległości od Belgii w 1960 roku . 
W roku 1979 park został wpisany jako jeden z pierwszych obiektów na listę światowego dziedzictwa UNESCO . 
W latach 90. XX w., z uwagi na wysoki poziom ubóstwa Kongijczyków, na terenie parku rozwinęło się kłusownictwo . 
W 1994 roku przy granicach parku osiedliły się prawie 2 miliony uchodźców z Rwandy uciekających przed ludobójstwem . Nagły wzrost ludności w bezpośrednim sąsiedztwie parku doprowadził do zniszczeń środowiska naturalnego przez deforestrację i kłusownictwo , a park został wpisany na listę światowego dziedzictwa w zagrożeniu. W 1995 roku kłusownicy zabili 4 goryle górskie . 
W 1996 roku w Kongu wybuchła wojna domowa, co utrudnia prowadzenie parku narodowego . W wyniku konfliktu w 2001 roku zabity został srebrnogrzbiety samiec – głowa rodziny Rugendo . W 2003 roku pomimo podpisanego porozumienia pokojowego, walki i kłusownictwo w parku trwały nadal . W 2006 roku lokalne grupy militarne wybiły 400 hipopotamów, by zdobyć kły na sprzedaż i pożywienie dla oddziałów . Wskutek tego w parku ostało się zaledwie 629 hipopotamów – w latach 60. i 70. XX w. było ich 30 tys. 
W 2007 roku zabito kolejne 7 goryli . Masakra zwierząt doprowadziła do zwiększenia wysiłków na rzecz ochrony parku . W 2008 roku Kongijski Instytut ds. Ochrony Przyrody (fr. Institut Congolaise pour la Conservation de la Nature, ICCN) i Fundacja Wirunga  wprowadziły wspólnie nową strukturę zarządzania. W roku 2009 otwarto ośrodek Senkwekwe, zajmujący się zwierzętami osieroconymi w masakrze z 2007 roku . 
W roku 2011 Kongijski Instytut ds. Ochrony Przyrody i Fundację Wirunga wprowadziły program na rzecz pokoju z zamiarem utworzenia 100 tys. miejsc pracy . W 2012 roku na terenie parku i w jego sąsiedztwie wybuchła rebelia Ruchu 23 Marca i ruch turystyczny został wystrzymany . Park ponownie otwarto dla turystów w 2014 roku . 
Po 2010 roku, na terenie parku przy jeziorze Edwarda brytyjskie przedsiębiorstwo SOCO rozpoczęło poszukiwania ropy naftowej, co zostało oprotestowane przez World Wide Fund for Nature i Centrum Światowego Dziedzictwa UNESCO . Powstały w 2014 roku film dokumentalny w reżyserii Orlando von Einsiedla Virunga nagłośnił problemy parku w dobie nieustających walk i zagrożeń związanych z wydobyciem ropy . W 2015 roku SOCO zakończyło prace. 
W okresie od czerwca 2018 do lutego 2019 roku park pozostawał zamknięty dla zwiedzających z uwagi na ataki na strażników i ich zabójstwa oraz porwania turystów . Park został ponownie zamknięty w okresie od marca do czerwca 2020 roku z uwagi na pandemię COVID-19.
Od 1988 roku funkcjonowanie parku jest współfinansowane przez Unię Europjeską .

## Flora i fauna
Park obejmuje tereny o zróżnicowanym charakterze – od bagien i morkadeł, przez stepy i sawanny, do obszarów górskich . Charakteryzuje się dużą bioróżnorodnością . Na terenie parku odnotowano występowanie 218 gatunków ssaków (w tym 22 gatunków małp z rzędu naczelnych, m.in. rzadkie goryle górskie, a także słonie, lwy, hipopotamy, okapi, antylopy czy guźce ), 706 gatunków ptaków, 109 gatunków gadów i 78 gatunków płazów . Zagrożeniem dla flory i fauny jest wojna domowa i kłusownictwo . 
W 1996 roku obszar parku wpisano na listę konwencji ramsarskiej.

### Goryle górskie
Obecnie (stan na 2018 rok) światową populację goryli górskich szacuje się na ok. 1000 osobników . W południowej części pasma gór Wirunga mieszka 8 rodzin i 4 samotnych samców . Na terenie parku żyje ok. 1/3 światowej populacji oraz 4 osobniki osierocone w masakrze z 2007 roku, które przybywaja w ośrodku Senkwekwe . 